# Ričards Vanags
Ričards Daniels Vanags (* 29. Dezember 2002 in Jūrmala) ist ein lettischer Basketballspieler. Er steht beim deutschen Zweitligisten Tigers Tübingen unter Vertrag. 

## Werdegang
Vanags wuchs in der lettischen Hauptstadt Riga auf und begann früh mit dem Basketballspielen. Seine professionelle Karriere begann 2018 mit dem Wechsel in die neu gegründete estnisch-lettische Liga. Dort spielte er bis 2024 für insgesamt sechs verschiedene Vereine, wobei sein größter Erfolg der vierte Platz in der Saison 2021/22 mit Avis Utilitas Rapla war. In 25 Spielen erzielte er dabei durchschnittlich 7,6 Punkte pro Spiel. In der Saison 2023/24 zeigte Vanags seine persönliche Bestleistung in der Liga, als er für Rigas Zelli in zwölf Spielen im Schnitt 15,5 Punkte erzielte. Sein Team schaffte es bis ins Viertelfinale, wo man jedoch gegen seinen ehemaligen Verein VEF Riga ausschied. Zur Saison 2024/25 verließ Vanags die estnisch-lettische Liga und schloss sich dem deutschen Zweitligisten Tigers Tübingen an.

### Nationalmannschaft
Auf internationaler Ebene trat Vanags erstmals 2018 in Erscheinung, als er mit der lettischen U16-Nationalmannschaft an der Europameisterschaft 2016 in Novi Sad teilnahm. 2021 spielte er bei der U19-Weltmeisterschaft, die im eigenen Land stattfand. Lettland belegte den elften Platz, wobei Vanags mit durchschnittlich 11,1 Punkten pro Spiel der beste Scorer seines Teams war. Auch in der zweitklassigen Division B der U20-Europameisterschaft 2022 in Georgien war er mit 13,8 Punkten pro Spiel lettischer Topscorer. Lettland erreichte dabei den sechsten Platz.

## Privates
Vanags studiert Business Management an der Anglia Ruskin University in London; er ist verheiratet.